# Capri Cavanni
Angel Rose o Angela Terrano, conocida artísticamente como Capri Cavanni o Capri Cavalli (Vancouver, 14 de marzo de 1982), es una actriz pornográfica y modelo erótica canadiense.

## Biografía
Nació y creció en una pequeña ciudad a las afueras de Vancouver. Después de graduarse en el instituto, fue a la universidad para convertirse en veterinaria, y durante el curso trabajó en un centro de animales. 

### Carrera
Capri se unió a la industria del entretenimiento para adultos en 2008 y participó en más de 300 escenas; su mayor exposición la logró tras ser portada de la revista Penthouse, en donde fue nombrada Penthouse Pet del mes de septiembre de 2013. Trabajó con empresas como Vivid, Brazzers, Naughty America.
En 2014 se retiró de la industria pornográfica para dedicarse a un negocio propio, sin embargo, en 2023 regresó a la acción con una nueva escena para Naughty America.

## Premios y nominaciones
- 2012 - AVN Award	- Unsung Starlet of the Year - nominada.[5]
- 2013 – Sex Award - Porn’s Best Body - nominada.[3]
- 2014 – AVN Award - Best Girl/Girl Sex Scene – nominada.[3]
- 2014 - AVN Award - Best Solo Sex Scene - nominada.[3]